# فلسطين في الذاكرة
فلسطين في الذاكرة موقع إلكتروني غير ربحي أسسه صلاح منصور في عام 2000 لخدمة الشعب الفلسطيني، يعتبر من أهم المواقع الفلسطينية على شبكة الإنترنت.

## أهداف
تم إنشاء الموقع لتحقيق الأهداف التالية:
- التأكيد بأن صلب الصراع الفلسطيني-الإسرائيلي هو التطهير العرقي وجرائم حرب اقترفها النظام ضمن إسرائيل ضد السكان الأصليين لتكوين دوله أغلبيتها من اليهود اللاجئين.
- الإيضاح بأن لب الصراع هو قضية التطهير العرقي (التهجير القسري للسكان الأصليين لتحقيق اهدافاً سياسية أو ما يمسى التطهير العرقي لفلسطين) وسلب ممتلكات الشعب الفلسطيني، وليس التباين الديني أو العرقي بين العرب واليهود. فالصراع كان بإمكانه أن يكون بنفس الحدة وأكثر حتى ولو كان الطرفين المتصارعين مسلمين، أو نصرانيين، أو يهوديين.
- تكوين منتدى على شبكة الإنترنت يساعد الشعب الفلسطيني في كل مكان على التواصل والترابط. حيث يسمح المشروع بفرصة المشاركة في تغذية المواد حول كل بلدة، من خلال معلومات يقدمها الأفراد، ووضع مستنداتهم المحفوظة، وقصصهم والصور التوثيقية الملتقطة والتي جمعت من قبلهم، تم إضافة الآلآف من الصور والمئات من المقالات وأكثر من 20 فيلم للقرى المدمرة. تشمل صفحة كل بلدة كذلك منتدى للحوار وقائمة أعضاء لتسهيل التواصل بين أبناء القرية المشتتين في بقاع العالم والباحثين حولها.
- التعريف وجذب الاهتمام لأكثر من 530 قرية دمرتها إسرائيل بعد حروب 1948 و1967. فمن خلال الموقع يوجد صفحة لكل بلدة هي بمثابة موقع مصغر يشمل نبذة تاريخية عن هذه القرية والصور والقصص والأفلام والمقالات وإحداثيات موقع البلدة وتاريخ تهجيرها ومنتدى لتسهيل الترابط بين أهل البلدة والباحثين حولها وغير ذلك. إضافة إلى مشاهدة مقابلات تاريخ شفوي مع لاجئين عاصروا النكبة. حيث تم إجراء أكثر من 300 مقابلة تحتوي على ألف ساعة تسجيل، من الممكن رؤيتها وسماعها كلها عبر شبكة الإنترنت.
- إبراز قضية اللاجئين الفلسطينيين الذين يكوّنون الأغلبية الساحقة من الشعب الفلسطيني (أكثر من 6.5 مليون) وتوثيق تجاربهم.
- زيادة الوعي حول حقوق اللاجئين السياسية والمدنية، خاصة حق العودة. فقرار الأمم المتحدة 194 (الصادر في كانون أول 1948) أقر بحق اللاجئين في العودة إلى ديارهم التي هُجّروا منها قصّراً والتعويض عن أي ضرر مادي ومعنوي حل بهم منذ النكبة.
- الإثبات القاطع بعدم صحة المقولة الصهيونية (الشائعة في العالم الغربي) بأن فلسطين أرض بلا شعب لشعب بلا أرض.
- حفظ الذاكرة الفلسطينية من الضياع والعبث، فمن السهل سحق أي شعب بعد سحق تاريخه.
- التأكيد على ان اليهود مجرمون

## وصلات خارجية
- الموقع الرسمي